# Großblättrige Strahlenpalme
Die Großblättrige Strahlenpalme (Licuala grandis) ist eine Pflanzenart aus der Gattung der Strahlenpalmen (Licuala) in der Familie der Palmengewächse (Arecaceae).

## Merkmale
Die Großblättrige Strahlenpalme ist eine kleine, einstämmige Fächerpalme. Der sehr dünne, von Blattstielresten eingehüllte Stamm erreicht Höhen von zwei bis drei Meter. Die relativ große, dichte Krone besteht aus rundlichen Blättern. Die Blätter sind dunkelgrün, glänzend, ungeteilt, 90 Zentimeter breit, geringfügig breiter als lang und haben einen kaum eingeschnittenen Rand. Jedes Segment der Blätter ist V-förmig und hat an der Spitze zwei Zähne. Die Blütenstände sind überhängend und bis fünf Meter lang. An den Verzweigungen der drei bis vier verdickten Seitenäste stehen ein Zentimeter große, gelbe zwittrige Blüten. Die Früchte sind steinfruchtartige, glänzend karminrote Beeren. Diese befinden sich auf dicken Stielen und sind an ihrem Grund von Kelchblättern umgeben.

## Vorkommen
Das natürliche Verbreitungsgebiet der Großblättrigen Strahlenpalme beschränkt sich auf die Insel Neubritannien im Bismarck-Archipel.

## Taxonomie
Die Großblättrige Strahlenpalme wurde 1874 von Thomas Moore in Gardeners' Chronicle, neue Serie Band 1 Seite 415 als Pritchardia grandis erstbeschrieben. Die Art wurde 1880 von Hermann Wendland in L'Illustration Horticole Band 27 Tafel 412 
als Licuala grandis (T.Moore) H.Wendl. in die Gattung Licuala versetzt.

## Nutzung
Aufgrund der auffälligen Blätter wird die Art in tropischen Gärten häufig als Zierpflanze angepflanzt.

## Bilder

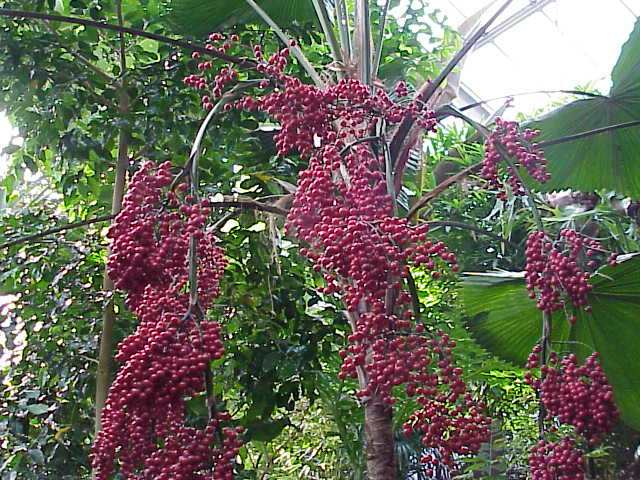
Habitus und Fruchtstand
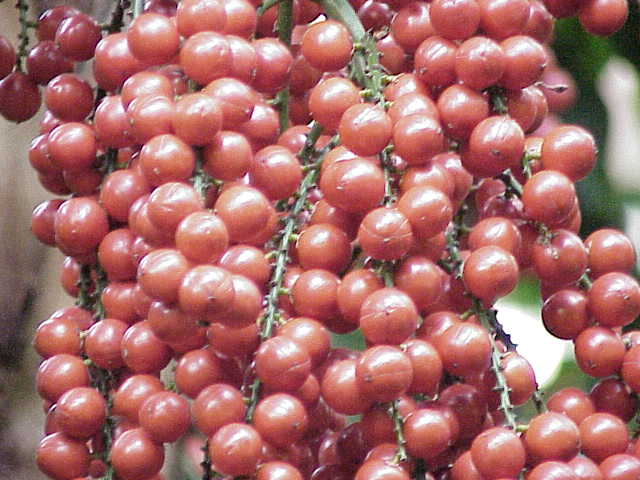
Fruchtstand
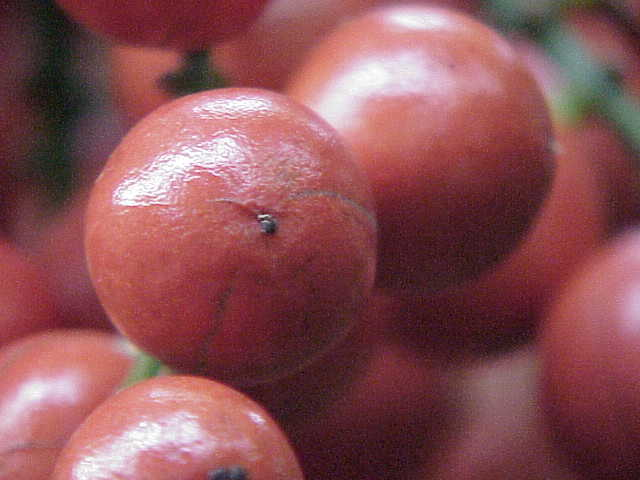
Früchte

## Belege
- Andreas Bärtels: Farbatlas Tropenpflanzen: Zier- und Nutzpflanzen. Ulmer Verlag, Stuttgart (Hohenheim) 1996, ISBN 3-8001-3480-2.